# National Gallery
National Gallery din Londra (tr. Galeria Națională) este un muzeu destinat tuturor, nu doar cunoscătorilor de artă. Chiar de la începuturile sale (1838) accesul a fost gratuit.

## Istoria
National Gallery, spre deosebire de celelalte mari muzee din Europa, are o istorie relativ recentă. Această vârstă tânără se poate constata și în faptul că, spre deosebire de celelalte muzee, National Gallery nu moștenește nici o colecție regală sau măcar a vreunui aristrocrat; a fost instituit printr-o lege parlamentară în 1824.
Ideea unei colecții naționale fusese înaintată pentru prima oară în 1777, dar propunerea n-a avut nici un succes până în 1823, odată cu moartea lui John Julius Angerstein (om de afacere de origine rusă), când a apărut teama că impresionanta colecție a acestuia ar putea intra pe mâna colecționarilor străini. Și, ca o fericită coincidență, Austria tocmai achitase o sumă importantă de bani Angliei în cadrul despăgubirilor de război și astfel, guvernul britanic care se lamenta neîncetat de o lipsă cronică de bani a fost în măsură să achiziționeze – în numele întregii națiuni – 38 de tablouri din colecția lui Agerstein.

### Primii zece ani de existență

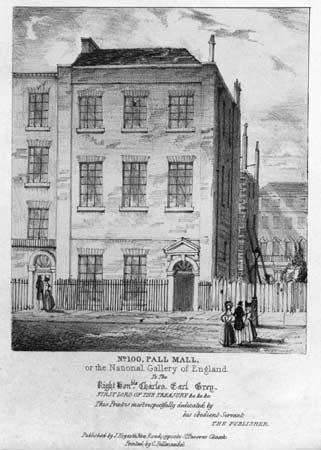
100 Pall Mall, primul sediu al National Gallery; din 1824 până în 1834.

Pe 10 mai 1824 colecția a fost deschisă publicului tocmai în clădirea care fusese rezidența lui Angerstein la numărul 100 din Pall Mall. Cu ocazia acestei inaugurării, Parlamentul a numit un Consiliu de Administrație compus din 6 membrii ( cu toții academicieni și politicieni de mare clasă) printre care și celebrul pictor Thomas Lawance, cu datoria de a supraveghea activitatea noii galerii, să prezinte Parlamentului noile propuneri și să administreze cu sfințenie eventualele fonduri disponibile. Printre primele piese achiziționate de el, în 1825, a fost Madonna della cesta opera lui Correggio. (În paranteză fie spus, aceasta era o tendință răspândită la toate marile galerii publice de a investi în opere ale Cinquecento-lui italian, chiar cu riscul neglijării școlilor de artă naționale, dintre care numai cea flamandă se bucura de oarecare atenție). Cu doar un an mai înainte, Geroge Beaumont (colecționar și pictor amator) s-a oferit să doneze statului propria sa colecție și acestei donații i-a urmat donația unui alt mare colecționar: reverendul William Holwell Carr. Dintre operele donate de acest brav reverend merită amintite: Sacra Famiglie de Tiziano și pala San Giorgio e il drago a lui Tintoretto.

### Noua reședință în Trafalgar Square
Aceste trei colecții importante și altele de mai puțină importanță, au făcut ca această reședință moștenită de la Angerstein să nu mai fie potrivită. Așa a fost hotărâtă (nu fără tensiunile și dezbaterile critice normale, întrucât trebuiau demolate Atelierele de armament regale), construirea unui nou edificiu în apropierea memorabilului Trafalgar Square. Proiectul noii clădiri a fost încredințat arhitectului William Wilkins, care a preferat solemnitatea stilului clasic. Noul sediu a fost inaugurat în 1838. Clădirea este compusă dintr-un corp central în fața căruia tronează o minunată arhitectură de coloane surmontate de un timpan triunghiular, în cel mai pur stil neoclasic, inspirat din templele antice.

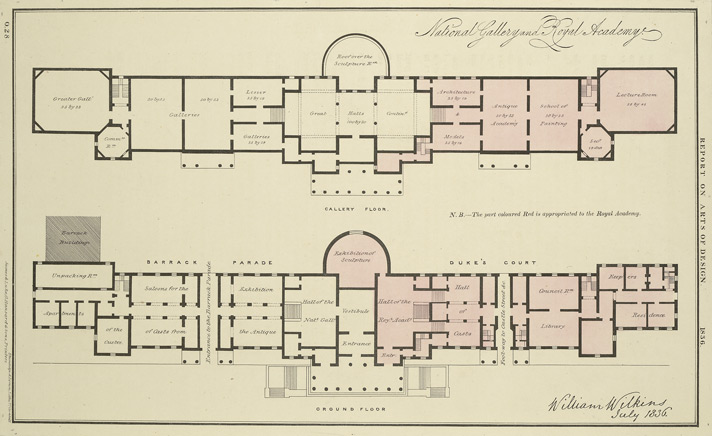
Planul arhitectului William Wilkins, 1836.

În anii următori colecția s-a îmbogățit simțitor atât prin donații cât și prin noi achiziții. În pofida fațadei muzeului care azi ocupă întreaga latură apuseană a Trafalgar Square-ului, inițial, edificiul era format dintr-o singură sală. Rapida creștere a colecțiilor a creat curând probleme de spațiu. Cu trecerea anilor, în jurul acestei unice săli au fost adăugate altele și altele astfel că, îndărătul neschimbatei fațade, muzeul ocupă în prezent o arie foarte vastă.
La numai 14 ani de la inaugurarea sa, în 1838, muzeul se confrunta cu probleme deosebit de grave: creșterea colecțiilor într-un sediu care trebuia împărțit cu Royal Academy; lipsa spațiilor pentru birourile necesare, lipsa unui spațiu pentru o centrală de încălzire generală; lipsa iluminării potrivite (ceea ce făcea ca mare parte din timp orarul de vizite să fie redus); o societate în continuă schimbare marcată de o crescândă lipsă de interes. Toate aceste dificultăți au fost expuse în Scrisoarea deschisă adresată lordului Peel, ministrul de Interne. Scrisoarea a fost publicată de Charles Lock Eastalke, care începând cu publicarea acestei scrisori avea să dea o nouă dezvoltare muzeului.

### Charles Lock Eastalke

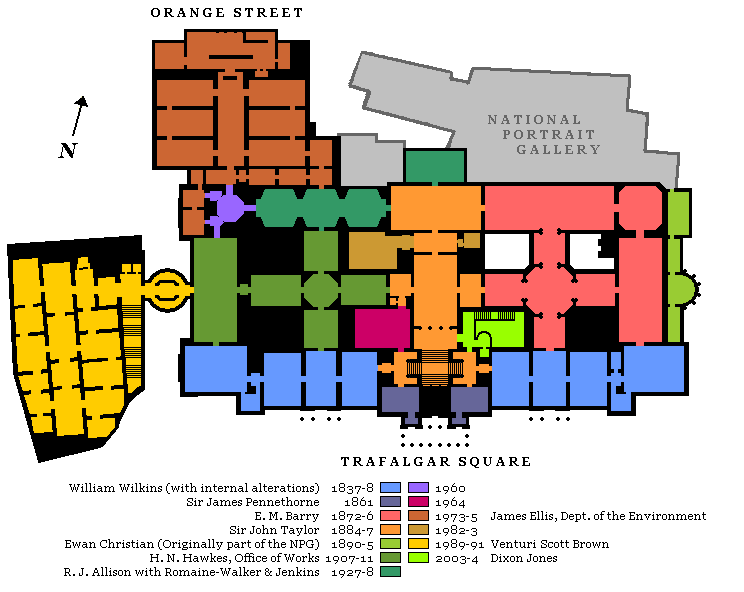
În această reproducere se poate observa adaosurile făcute, cu timpul, muzeului National Gallery

În 1843 Eastalke a fost numit custode al muzeului. Alegerea a căzut asupra sa și datorită faptului că el își câștigase o anumită faimă ca pictor de subiecte istorice (cele mai importante conform ierarhiei timpului) și mai ales ca specialist de artă. Cu toate aceste, primii 4 ani de activitate ai lui Eastalke, n-au înregistrat cine știe ce glorie; dimpotrivă, o serie de coincidențe nefericite au dat loc unor serii de polemici atât de violente încât el a decis să-și dea demisia. Primul episod din seria celor nefericite a fost, achiziționarea în 1845 a tabloului Uomo con teschio sub semnătura lui Hans Holbein, care în cele din urmă s-a dovedit un simplu fals. Cel de-al doilea eveniment a fost nefericita inspirație de a-i pune pe angajați să curețe picturile. (Această decizie a fost luată întrucât, predecesorul său, William Seguier pusese să fie dată peste pânza pictată o soluție transparentă produsă din rășină și ulei. La început soluția nu numai că a protejat picturile dar a conferit pânzelor și reflexe aurite, dar Eastalke a observat că pânzele – odată cu poluarea metropolei – pierd don strălucire și devin pe zi ce trece tot mai opace. Astăzi se știe că orice tip de curățire a picturilor sau frescelor spală și o parte a culorii originare, începând cu detaliile și umbrele – astfel că vopseaua operei, deși dobândește timbre cromatice mai clare și mai plăcute, sunt totuși false).
Tot acest scandal a durat din 1847 până în 1854, când s-a încheiat cu un raport de 1010 dosare: Rezultatele comisiei de cercetare pe lângă faptul că sublinia necesitatea unei mai mari atenții pe viitor cât privește intervenția asupra operelor, recunoștea marele merite ale custodelui demisionar. Voluminosul document al rezultatelor schița și un program de orientare pentru viitoarea politică a Galeriei Naționale, în care erau reluate multe din opiniile exprimate deja de Eastlake, căruia i-a fost oferitè funcția de director, creată ex novo de comisia parlamentară și prevăzută cu mari puteri decizionale. În noua sa poziție s-a bucurat de ajutorul și experiența comercialăa lui Otto Mundller și pe subvenția anuală concesă muzeului de către Parlament.
În câmpul îmbogățirii muzeului, ocazia de aur s-a prezentat pentru Eastlake în 1857, când familia florentină a Lombardo-Baldilor a pus în vânzare 22 de piese de o inestimabilă valoare. Eastlake a plecat de îndată în Italia unde a încheiat afacerea contra sumei de 7035 de Lire Steriline (trei ani mai târziu poate ar fi cumpărat 2-3 tablouri cu această sumă). Cu această achiziție au ajuns la Galeria Națională din Londra capodoperele: Adorația Magilor a lui Botticelli, Battaglia di San Romano a lui Paolo Uccello, Madona cu Pruncul și sfinți a lui Duccio, Încoronarea Fecioarei a lui Agnolo Gaddi și cea mai veche piesă a Galeriei Naționale; o pală de Margaritone d’Arezzo. Capacitatea lui de a presimți ritmul artei a adus Galeriei Naționale porția cea mai mare a picturii Renascentiste italiene, colecție nedepășită până azi.

### Achiziționarea colecției Peel și alte tezaure
Royal Academy, cu care National Gallery împărțea spațiul, în 1869 a fost transferată la Burlington House, la mai puțin de un km depărtare de Piccadilly Circus. Plecarea chiriașilor a lăsat liberă aripa orientală a clădirii. Un nou respiro a fost dat muzeului de arhitectul E.M. Barry, care a lărgit considerabil aripa de est a clădirii.
În 1871 muzeul a eliminat lipsa artei olandeze și flamande prin schiziționarea colecției Peel (Cea mai costisitoare de până atunci): colecția fostului ministru de Interne Robert Peel achiziționată de muzeul National Gallery a constat din 77 tablouri pe care fiul lui Robert Peel (Sir Robert Peel (1822-1895)) le-a vândut pentru suma de 75.000 lire steriline. Acum au intrat în muzeu capodoperele: Pălăria de paie a lui Rubens, 2 tablouri ale lui Peter de Hooch, 3 peisaje de Cuyp și 4 de Hobbema. Cheltuiala a speriat atât de tare Parlamentul încât a pus capăt subvenției, pe care o va reaproba numai după 7 ani.
De pe lista donatorilor atrag atenția două episoade: în 1876, Wynn Ellis a făcut omagiu galeriei propria colecție constând din 94 de opere ale unor autori preponderent olandezi; 12 ani mai târziu (1888), Isabel Constable a oferit galeriei naționale nenumărate picturi ale tatălui ei, a cărui artă începuse deja să fie reevaluată. Acesta a fost începutul unei noi atenții față de arta engleză.

### Arta engleză și fondarea Tate Gallery
În ciuda faptului că se observa o mare rezervă față de mai toate școlile de pictură (excepție cele amintite mai sus), deja din 1847 muzeul s-a arătat deschis și pentru achiziționarea altor genuri artistice. Astfel că în 1847 Robert Vernon a donat muzeului 157 de pânze din colecția sa, dar veșnicile probleme de spațiu au constrâns National Gallery să depoziteze provizoriu toată această colecție chiar în casa donatorului ca mai apoi să o transfere la Malbourgh House (South Kensington). Și tot în acest depozit a găsit adăpost și genialul sol al lui William Turner, care la moartea sa (+ 1856) a lăsat muzeului sute de tablouri și 19.000 de acuarele; testamentul prevedea însă ca 34 de opere să fie expuse în sediul istoric din Trafalger Square, alături de pânzele lui Lorrain, artistul cel mai apreciat de Turner și cu care se asemuia în folosirea sensibilității luminei.
În 1897, operele engleze depozitate la Malbourgh House au putut fi transferate la National Gallery, întrucât fusese construit, între timp, un nou spațiu: secția dedicată exclusiv artei naționale care a fost botezată cu numele Tate Gallery, în memoria generosului industriaș Henry Tatae, care a finanțat acest nou spațiu.
Autonomia administrativă a celor două instituții (National Gallery și Tate Gallery) s-a putut realiza numai în 1954, când Tate Gallery a putut să aibă un director și un Consiliu de administrație proprii.

### Deschiderea spreImpresionismși perioada războiului

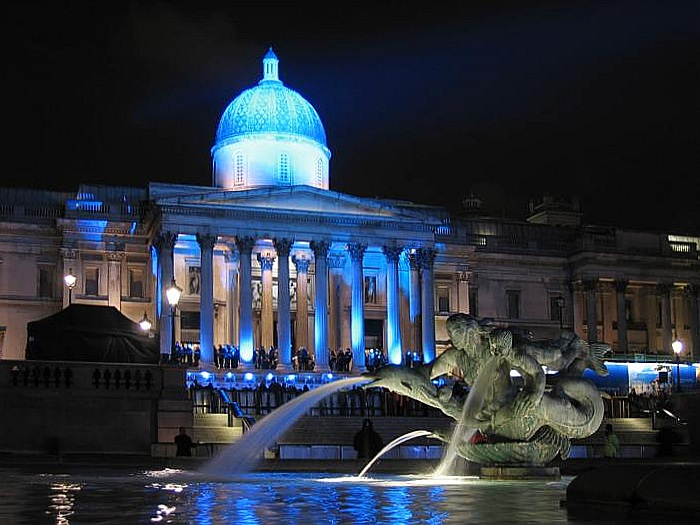
Arhitectura Wilkins, iluminată pe timpul nopții

În continuare muzeul continua politica sa de achiziționare a artei italiene (în speță), întrucât puritanismul britanic nu concepea arta altfel.
Anul 1910 a însemnat o nouă piatră de hotar în istoria galeriei naționale de la Londra: George Salting a omagiat galeria cu 192 de tablouri prooveniente din școlile engleze și olandeze în această donație se regăseau nenumărate picturi ale lui Constable și uluitorul Peisaj cu ruine a lui Ruisdael.
Mandatul de director al lui Sir Hugh Lane (1917) a marcat un nou capitol în colecțiile muzeului, întrucât au fost achiziționate operele Ottocento-lui francez cu lucrări destinate Galeriei Tate (din motive cronologice).
În timpul Primului Război Mondial, întreaga colecție a muzeului a fost adăpostită în caverne săpate în muntele Galles. Unele dintre aceste caverne erau dotate cu aer condiționat pentru evitarea umidității din subteran. În felul acesta operele au rămas neatinse; edificiul muzeului însă a fost ruinat de bombardamente.
Restaurarea de după război a permis modernizarea radicală a clădirii, care a fost definitivată în 1946. Toate operele cuprinse cronologic între Hogarth și Turner au fost plasate în sediul de pe Trafalger Square, celelalte au revenit galeriei Tate.
Odată cu această reorganizare galeria a prevăzut și mijloace cu care să continue achizițiile operelor din Ottocento-ul francez: adică cele cuprinse între 1950 li 1953. Totodată au fost mutate de la Tate Gallery la sediul central operele lui Monet, Manet și Pissarro, iar mai târziu cele ale lui Coubert, Daumier, Delacroix și Rousseau, chiar dacă galeria Tate se bucura de deplină independență încă din 1956.

### Din anii ’60 la Sainsbury Wing

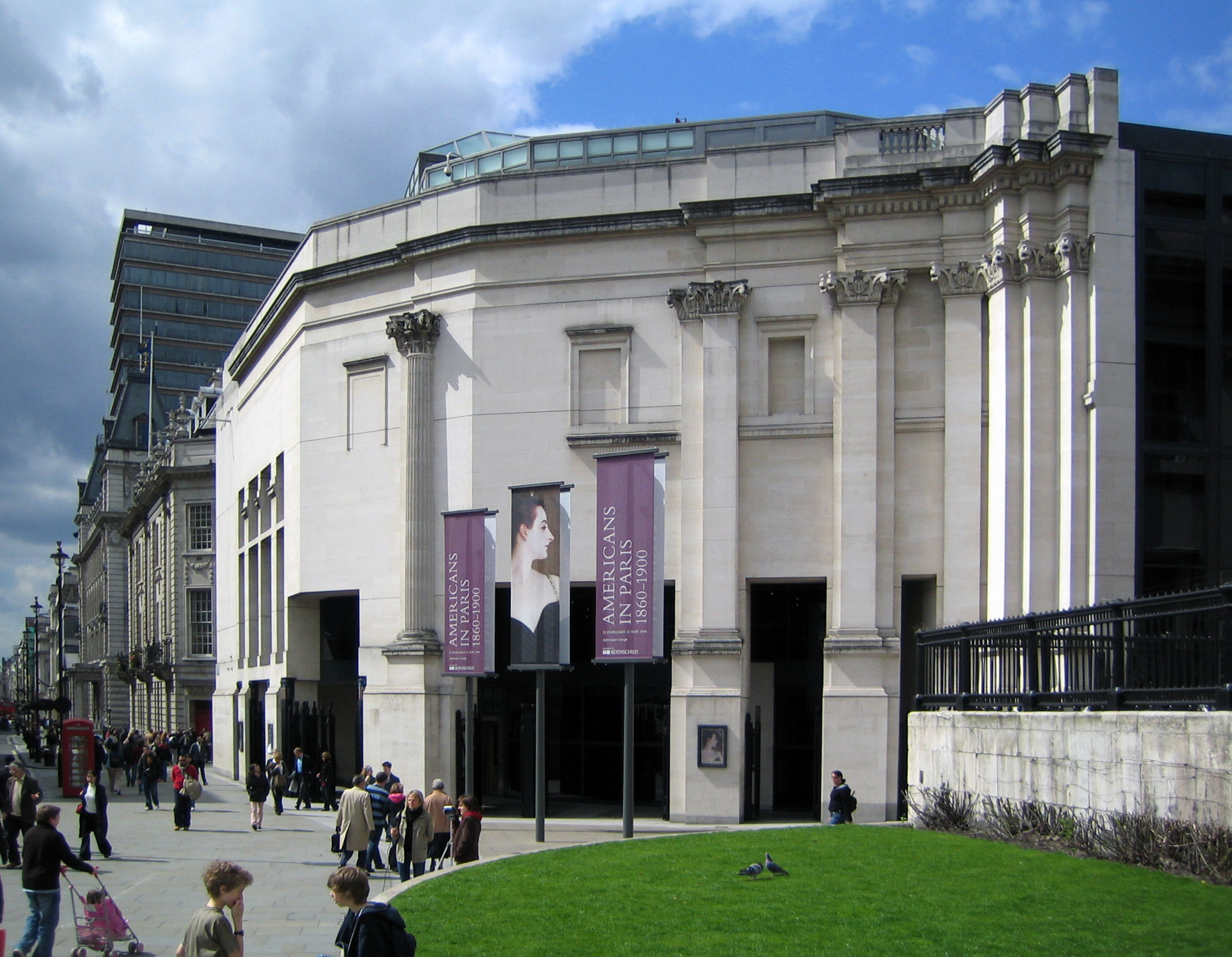
Aripa Sainsbury Wing cu deschidere spre Trafalgar Square

Anii celui de-al șaselea deceniu al sec- al XX-lea, au însemnat o reluare a achiziționărilor grație și creșterii subvenției guvernamentale anuale (100.000 de lire steriline). Marele eveniment al acelor ani l-a constituit victoria din 1962, când National Gallery a obținut de la British Museum opera lui Leonardo da Vinci, Madonna col Bambino, sant’Anna e san Giovannino; operă pentru care a achitat suma de 800.000 de steriline (sumă adunată în cea mai mare parte subscrierii publice și unei contribuții statale extraordinare).
O altă dată importantă o constituie anul 1964, când National Gallery oferea publicului o sală (relativ mică), complet cufundată în întuneric; iluminarea artificială era orientată exclusiv asupra operei, creând un ambient de mare sugestie; circulația aerului era așezată și în spatele peretelui care susținea opera, astfel că era prevenită umezeala.
Această soluție a Galeriei Naționale a creat imediat școală.
Prestigiul muzeului – permanent în avangardă cât privește soluțiile expovitive și concepțiile administrative – au tot crescut până la inaugurarea aripei Sainsbury Wing, cea mai recentă extindere a galeriei pe latura orientală (pe fostul amplasament al magazinului Hampton Sita). Această extindere a fost posibilă grație fondurilor oferite, din 1985, de lordul Sainsbury și de cei doi frați ai săi. Aripa a fost inaugurată în 1991 și botezată cu numele de Aripa Sainsbury (recunoștință fraților: John, Simon e Timothy Sainsbury, binefăcători). Concursul de arhitectură l-a câștigat arhitecții asociați Venturi, rauch și Scott Brown, care au proiectat aripa ținând cont de toate exigențele timpului modern: servicii publice, o nouă intrare, spații muzeale mai funcționale și altele.
În muzeul galeriei naționale sunt reprezentate multe școli de pictură din Evul Mediu până în prima jumătate a sec. al XX-lea. Și chiar dacă colecția sa nu este cea mai bogată (cuprinde numai 2,000 de tablouri) este unanimă convingerea că ea este selecția cea mai echilibrată și reprezentativă a picturii marilor maeștri. Muzeul este dedicat în principal picturei antice (medievale); arta modernă este un subiect abia atins.

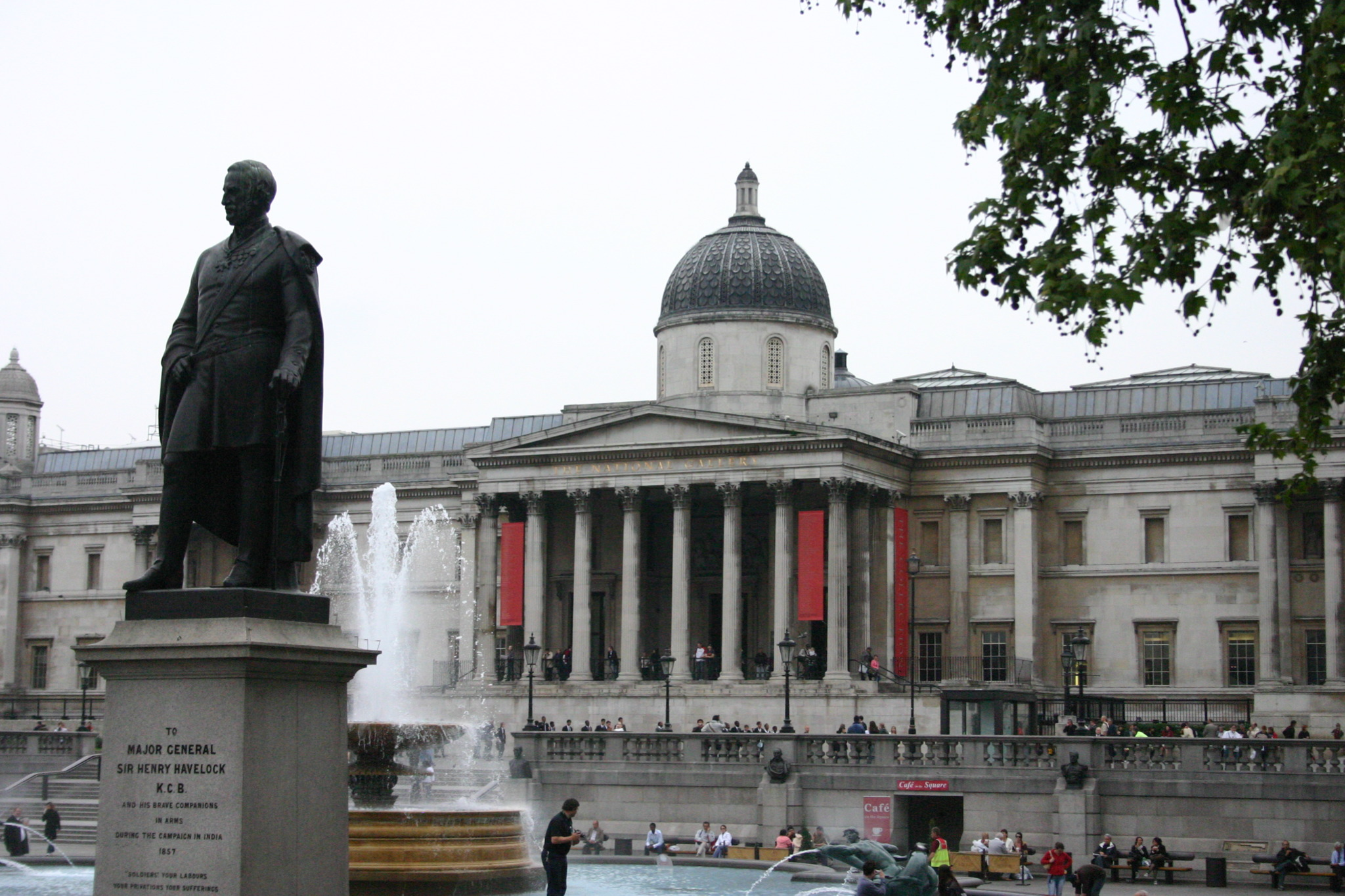
Statuia lui Sir Henry Havelock

În 2002 piața din fața muzeului a devenit zonă pietonală, drept care a fost din nou repavată adecvat, operă (cea de pavaj) care integrează admirabil clădirea istorică cu spațiul înconjurător și încântă vizitatorul, pe care-l însoțește în mod ideal spre interiorul muzeului. În 2004, muzeul a mai făcut o achiziție de cartea recordurilor; în schimbul cifrei de 22 milioane de steriline (oferite de ducele de Northumberland) National Gallery a devenit posesorul de drept al tabloului Madonna dei garofani a lui Raffaello. Și în prezent Statul continuă să asigure fonduri guvernamentale pentru toate necesitățile galeriei.
Între scopurile principale ale marilor colecții naționale britanice se numără efortul de a apropia publicul larg de artă și, pe această direcție, National Gallery pare să fie cea mai angajată. În vederea acestui scop alegerea inteligentă și meritorie a administrației de a garanta accesul gratuit (să nu se mai insiste și asupra faptului că atrage și binefăcători: la urma-urmei londonezii percep instituția aceasta cu-adevărat ca un bun comun lor tuturor).
| Directorii muzeului National Gallery | Directorii muzeului National Gallery |
| ------------------------------------ | ------------------------------------ |
| Sir Charles Lock Eastlake            | 1855–1865                            |
| Sir William Boxall                   | 1866–1874                            |
| Sir Frederick William Burton         | 1874–1894                            |
| Sir Edward Poynter                   | 1894–1904                            |
| Sir Charles Holroyd                  | 1906–1916                            |
| Sir Charles Holmes                   | 1916–1928                            |
| Sir Augustus Daniel                  | 1929–1933                            |
| Sir Kenneth Clark                    | 1934–1945                            |
| Sir Philip Hendy                     | 1946–1967                            |
| Sir Martin Davies                    | 1968–1973                            |
| Sir Michael Levey                    | 1973–1986                            |
| Neil MacGregor                       | 1987–2002                            |
| Dr Charles Saumarez Smith            | 2002–2007                            |
| Dr Nicholas Penny                    | 2008–                                |

| Artist            | Perioada    |
| ----------------- | ----------- |
| Paula Rego        | 1989 – 1990 |
| Ken Kiff          | 1991 – 1993 |
| Peter Blake       | 1994 – 1996 |
| Ana Maria Pacheco | 1997 – 1999 |
| Ron Mueck         | 2000 – 2002 |
| John Virtue       | 2003 – 2005 |
| Alison Watt       | 2006 – 2008 |
| Michael Landy     | 2009–       |

## Colecții
Muzeul expune opere de: Giovanni Bellini, Sandro Botticelli, Georges Braque, Agnolo Bronzino, Annibale Carracci, Caravaggio, Giambattista Pittoni, Paul Cézanne, John Constable, Leonardo da Vinci, Edgar Degas, El Greco, Francisco Goya, Henri Matisse, Michelangelo, Jean-François Millet, Claude Monet, Pablo Picasso, Rembrandt, Pierre-Auguste Renoir, Henri Rousseau, Pieter Paul Rubens, Georges-Pierre Seurat, Jan Steen, Tintoretto, Tiziano, William Turner, Vincent Van Gogh, Jacob Van Ruisdael și Diego Velázquez.

### Colecția de artă italiană
Atenta selecție de tablouri promovată chiar de la început de către Eastlake permite Galeriei Naționale să parcurgă întreaga istorie a artei italiene numai prin capodopere.
De la cucerirea celei de-a treia dimensiuni realizată de Giotto și de la eleganța liniară a lui Duccio di Buoninsegna, prin goticul curtezan al lui Gentile Da Fabriano și a lui Pisanello, se ajunge la diferitele interpretări ale începutului Renașterii: dragostea arheologică a lui Mantegna; experimentele spațiale ale lui Bramantino și ale lui Vincenzo Foppa; marii maeștri di Ferrara cum sunt Cosmè Tura, Cossa și Lorenzo Costa. Celor doi tovarăși Perugino și Pintoricchio li se alătură florentini Filippo Lippi și Pollaiolo; un nucleu bogat al operei lui Botticelli și trei tablouri ale lui Pietro di Francesca găsesc comparație numai în muzeele italiene.
Un loc de onoare îl ocupă Raffaello. Școala milaneză a lui Leonardo este reprezentată de Andrea Solario, Boltraffio și Luini, școala bresciană este reprezentată de Romanino, Moretto și Savoldo. Eleganța Manierismului se întâlnește în Correggio, Andrea de Sarto și Parmigianino. Capodoperelor lui Tiziano li se alătură un întreg ciclu pictoric al lui Veronese, armonizându-se mai neliniștiților Loretto și Dosso.
Caravaggio, Luca Giordano și Solimena oferă splendide exemple de dramă și lumină; Caneletto și Guardi cu Ricci și cei doi Tiepolo (Giandomenico Tiepolo și Giovanni Battista Tiepolo) conservă splendoarea  sfârșitului de secol XVIII și început de XIX, în timp ce portretristica lombarzilor Ceruti și Fra Galgario reconduc pictura italiană la o realitate pacifică și liniștită.
Portrete

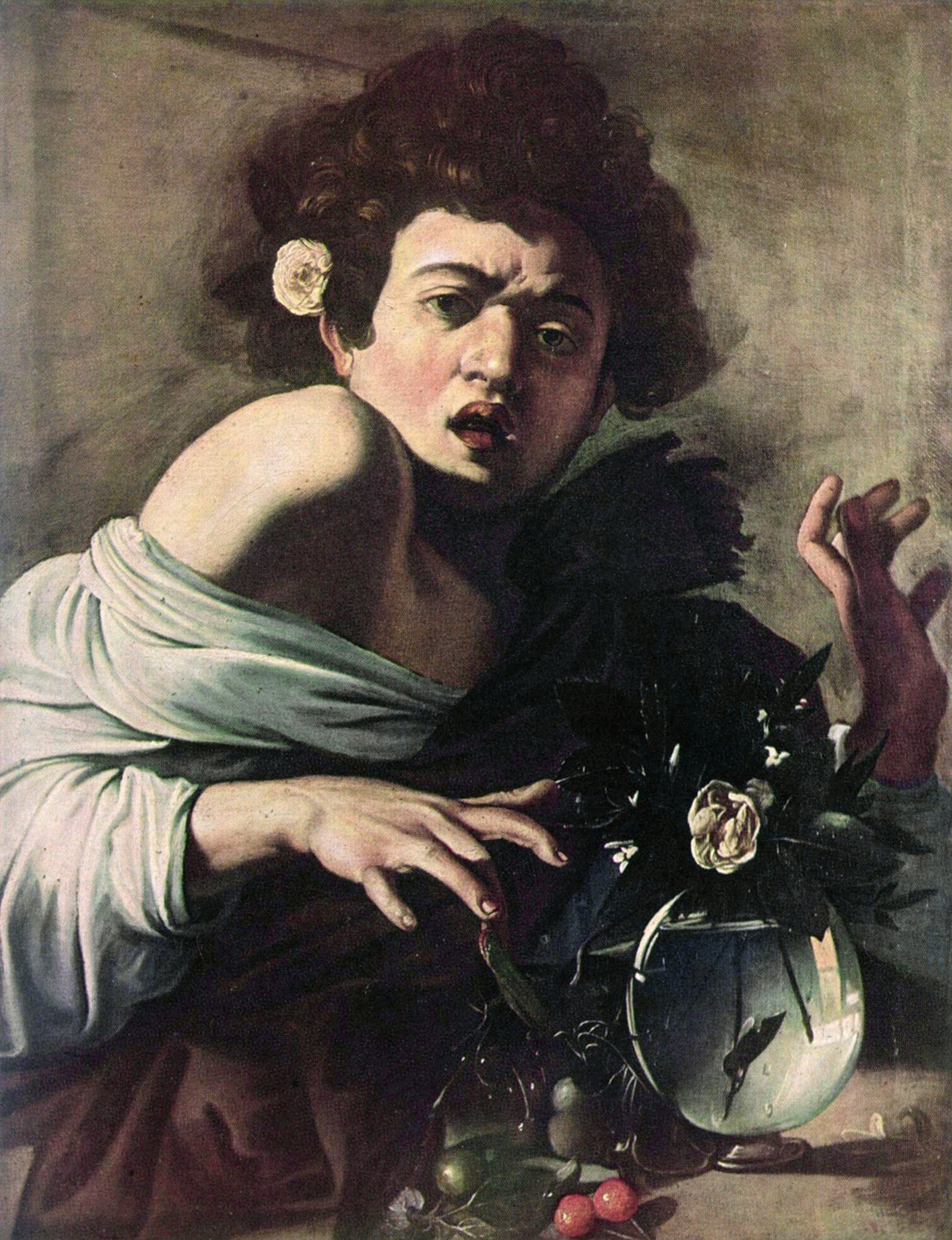
Copil înţepat de o insectă, Michelangelo.
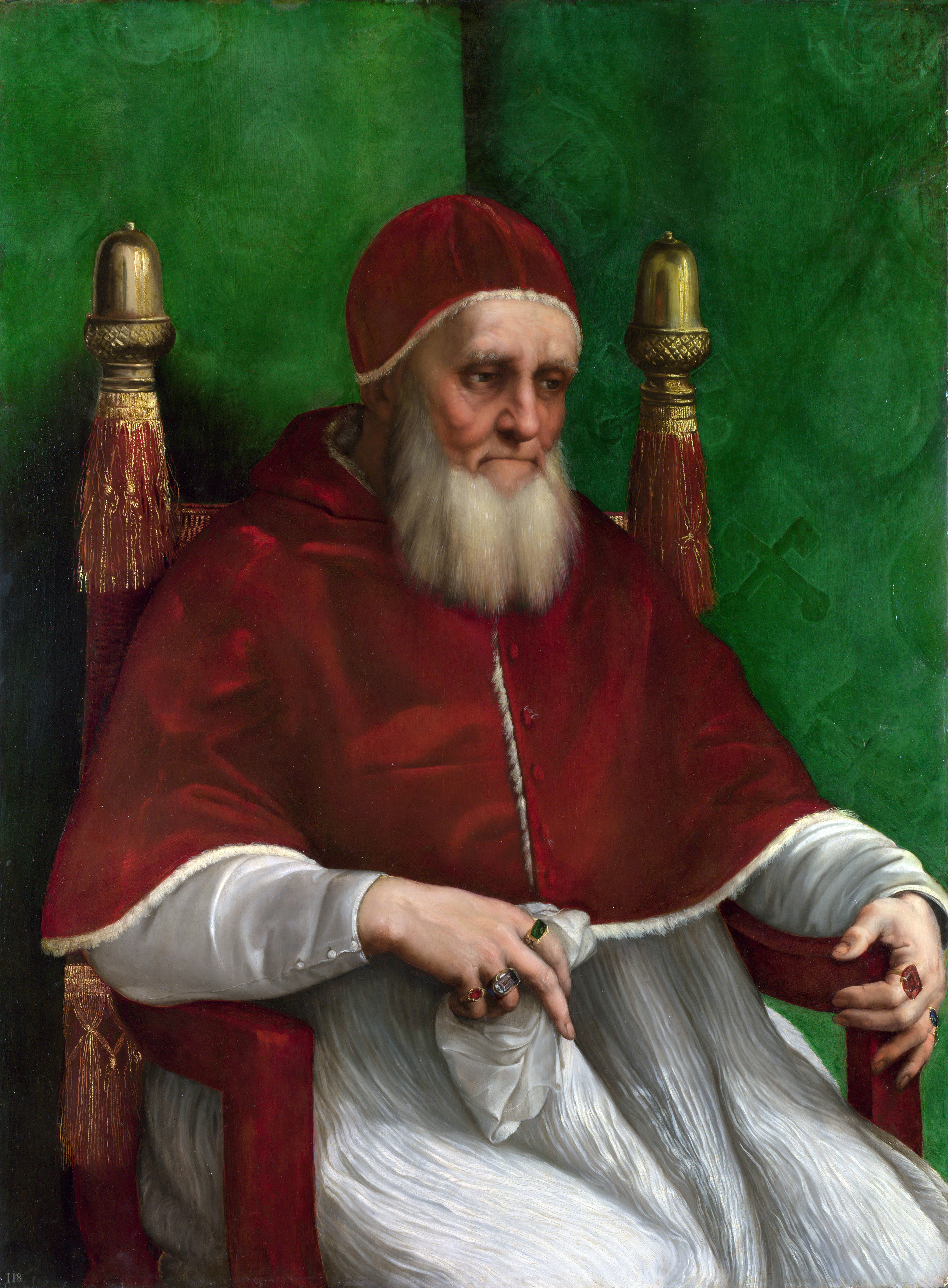
Portretul papei Iulius al II-lea.
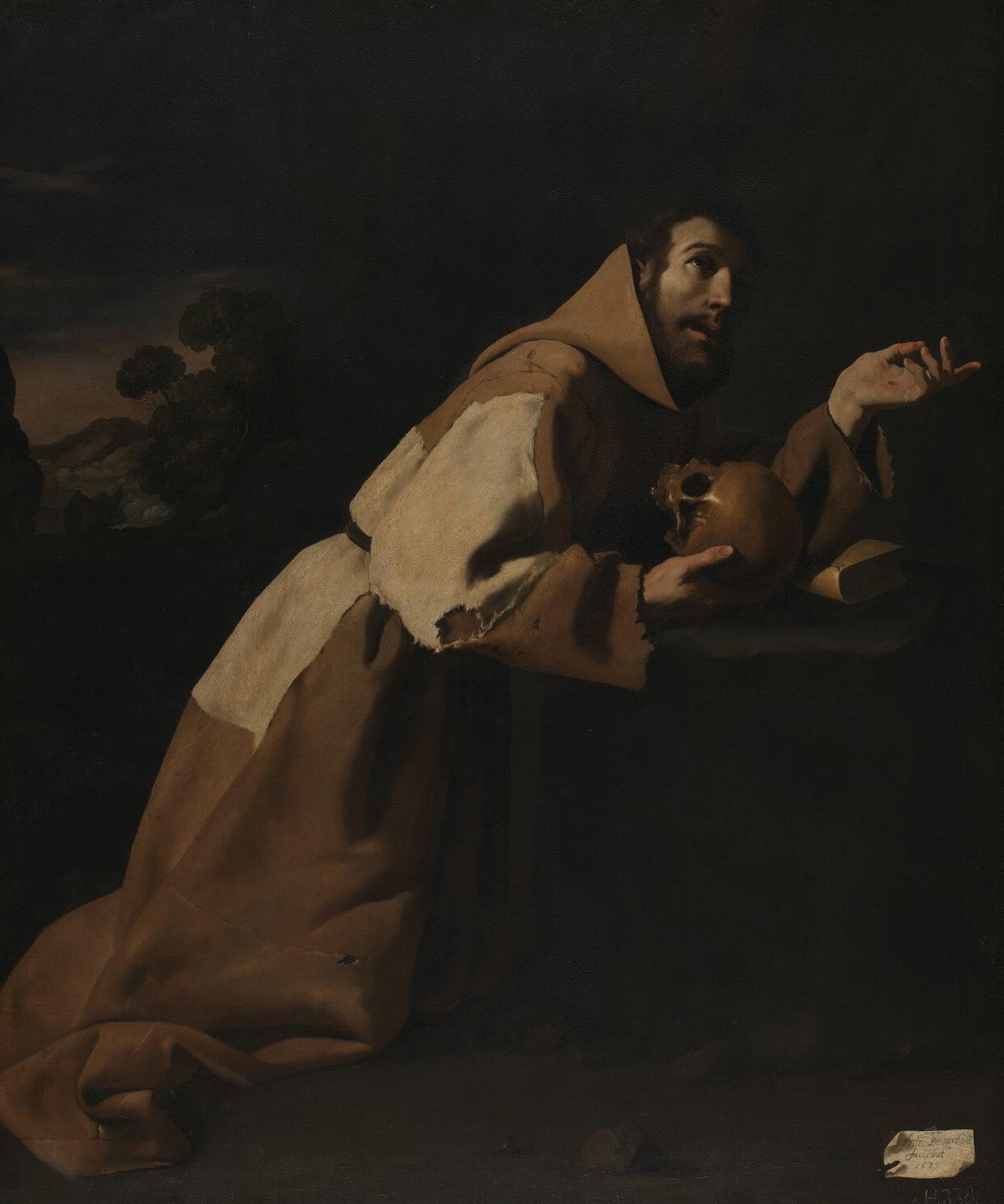
Francisc de Assisi în meditaţie.
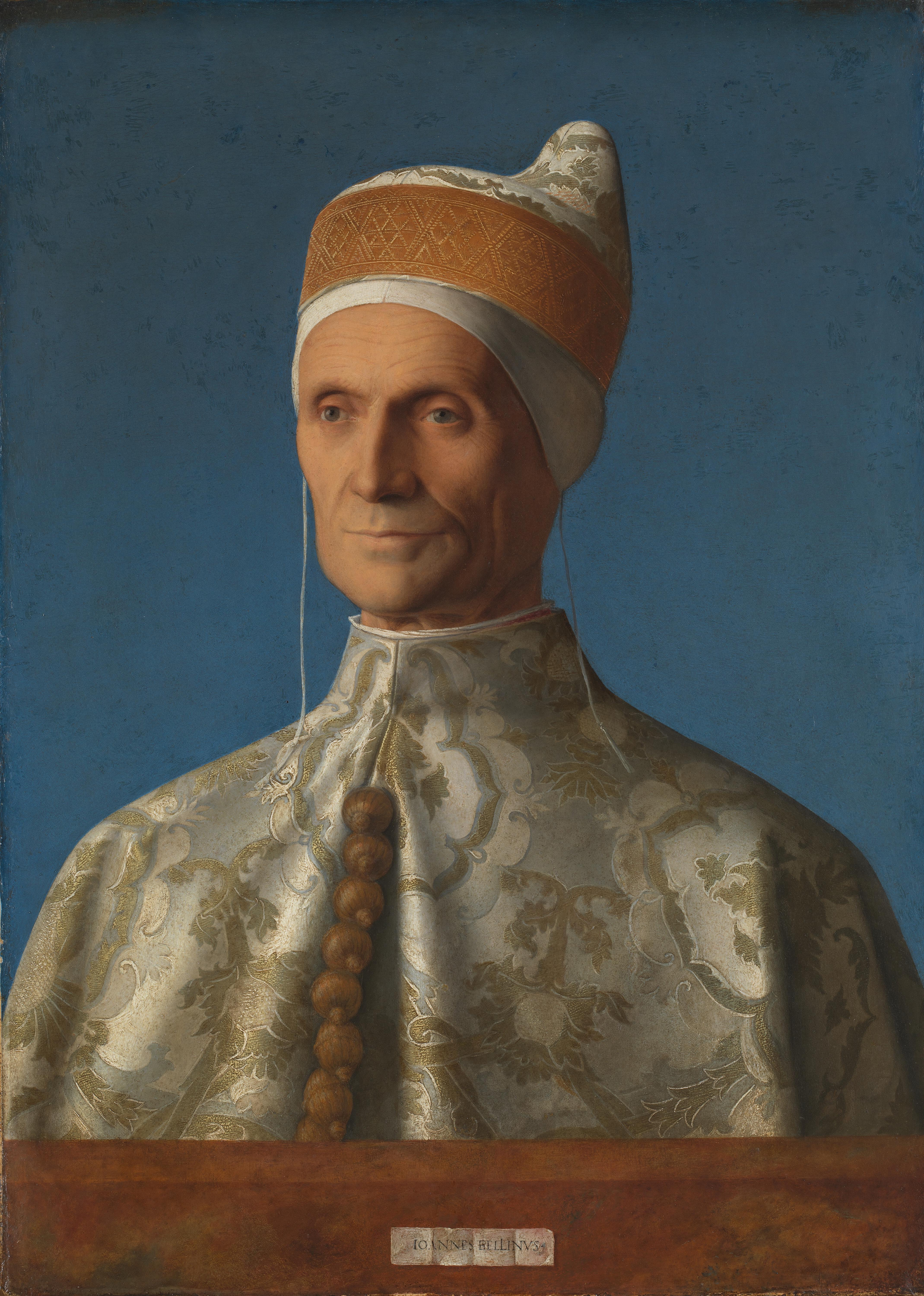
Portret de doge, Bellini.

Copilăria lui Isus

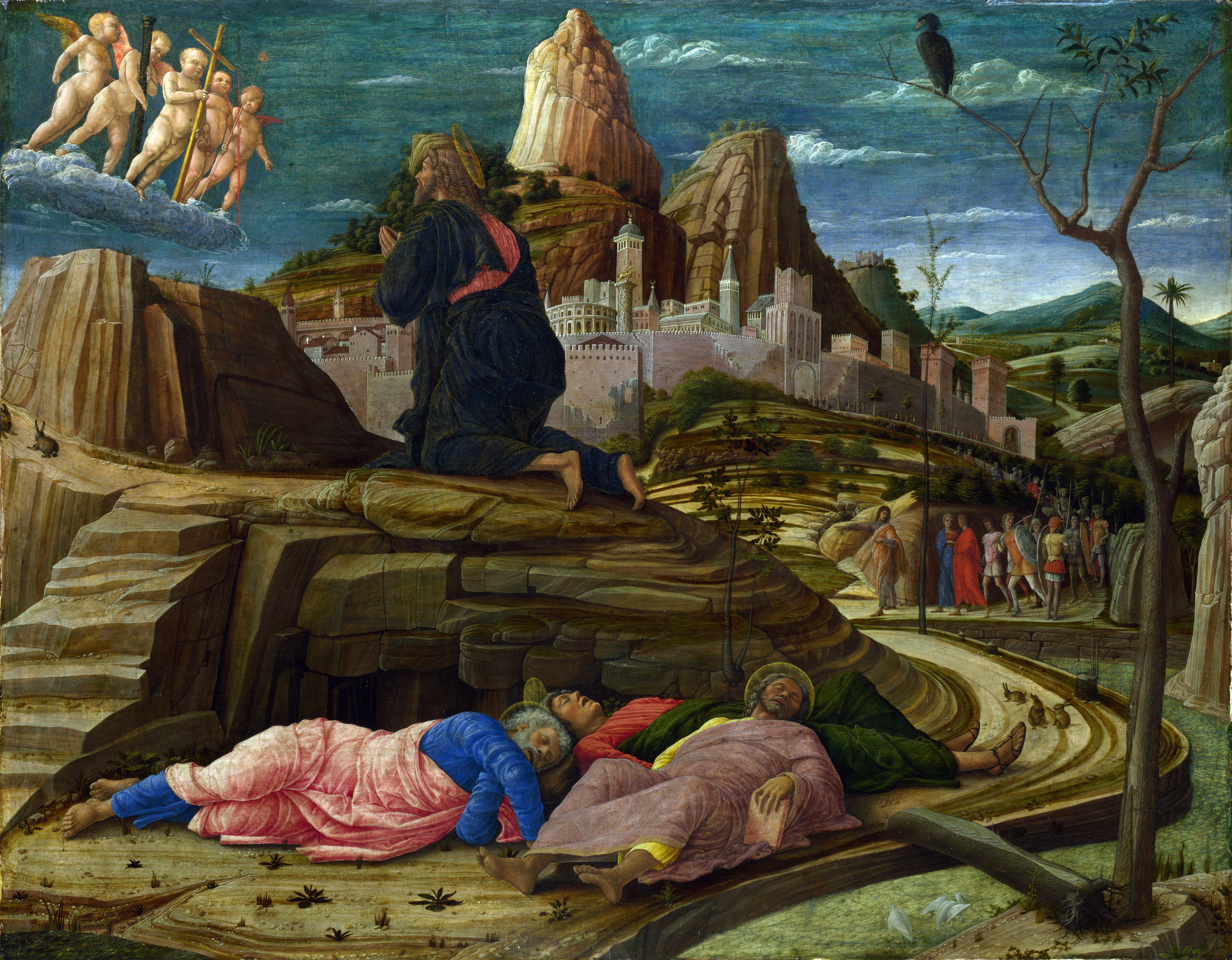
Adoraţia Magilor, Mantenga.
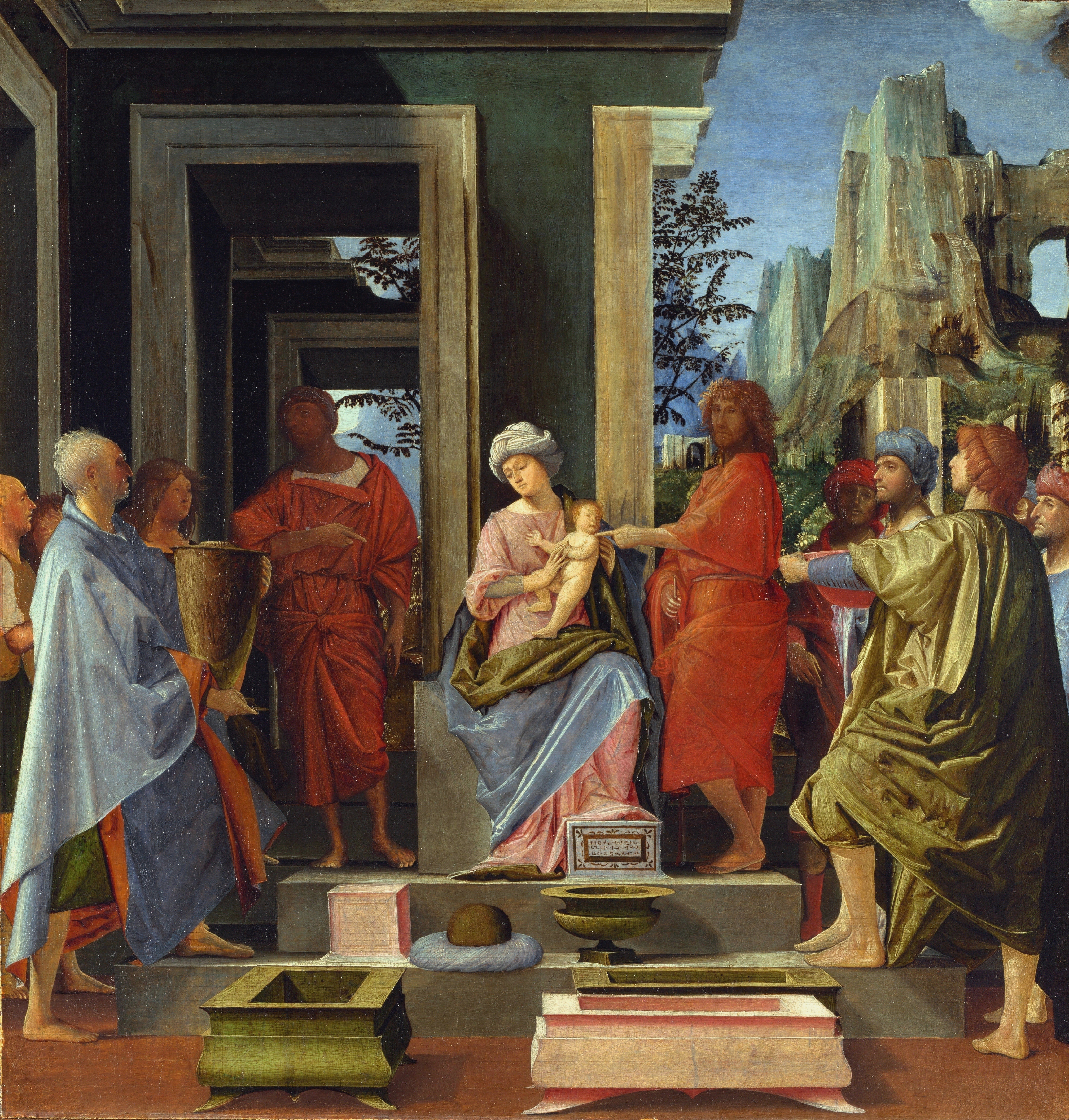
Adoraţia Magilor, Bramante.
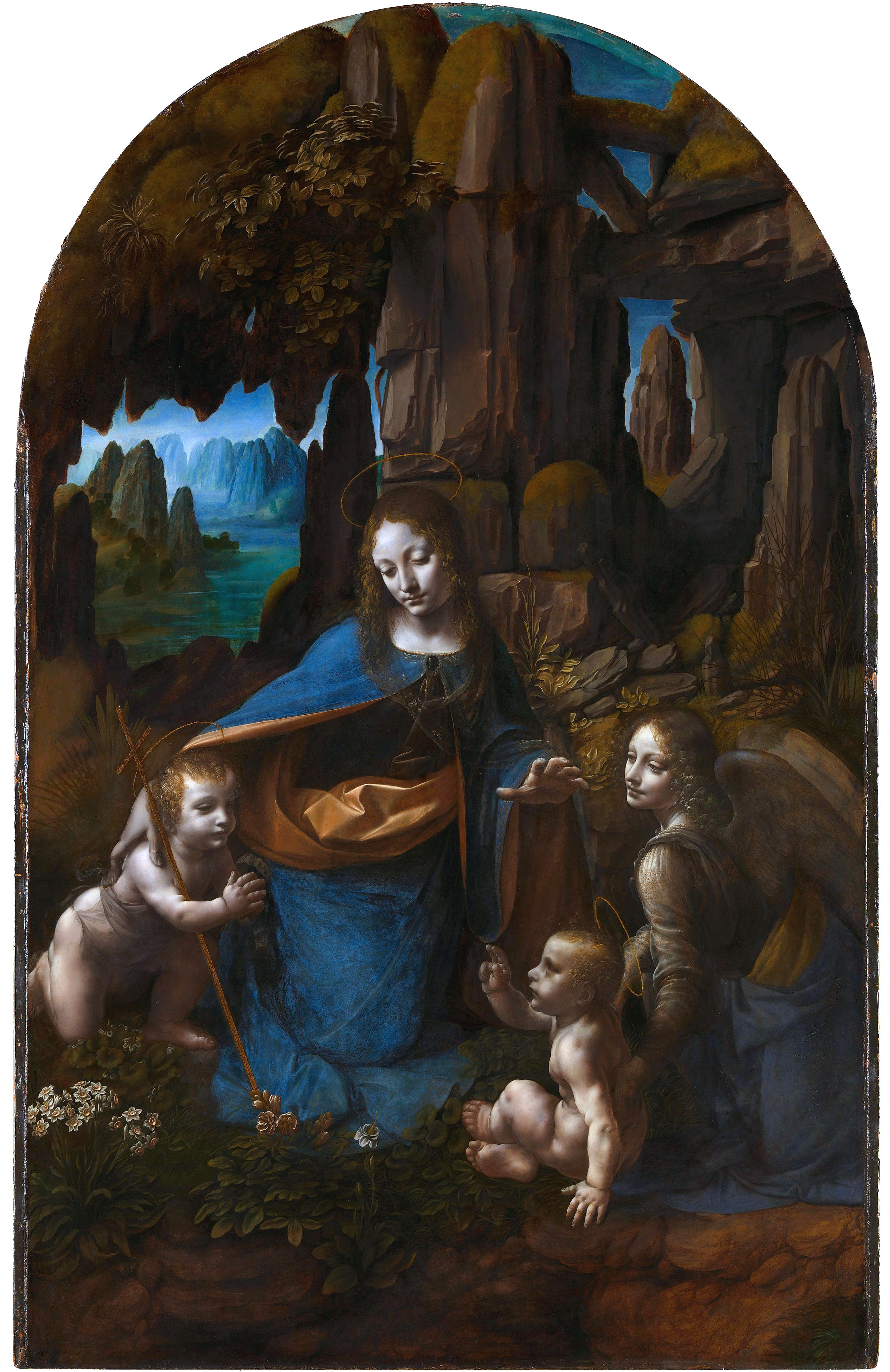
Vergine delle Roccia, Leonardo da Vinci.
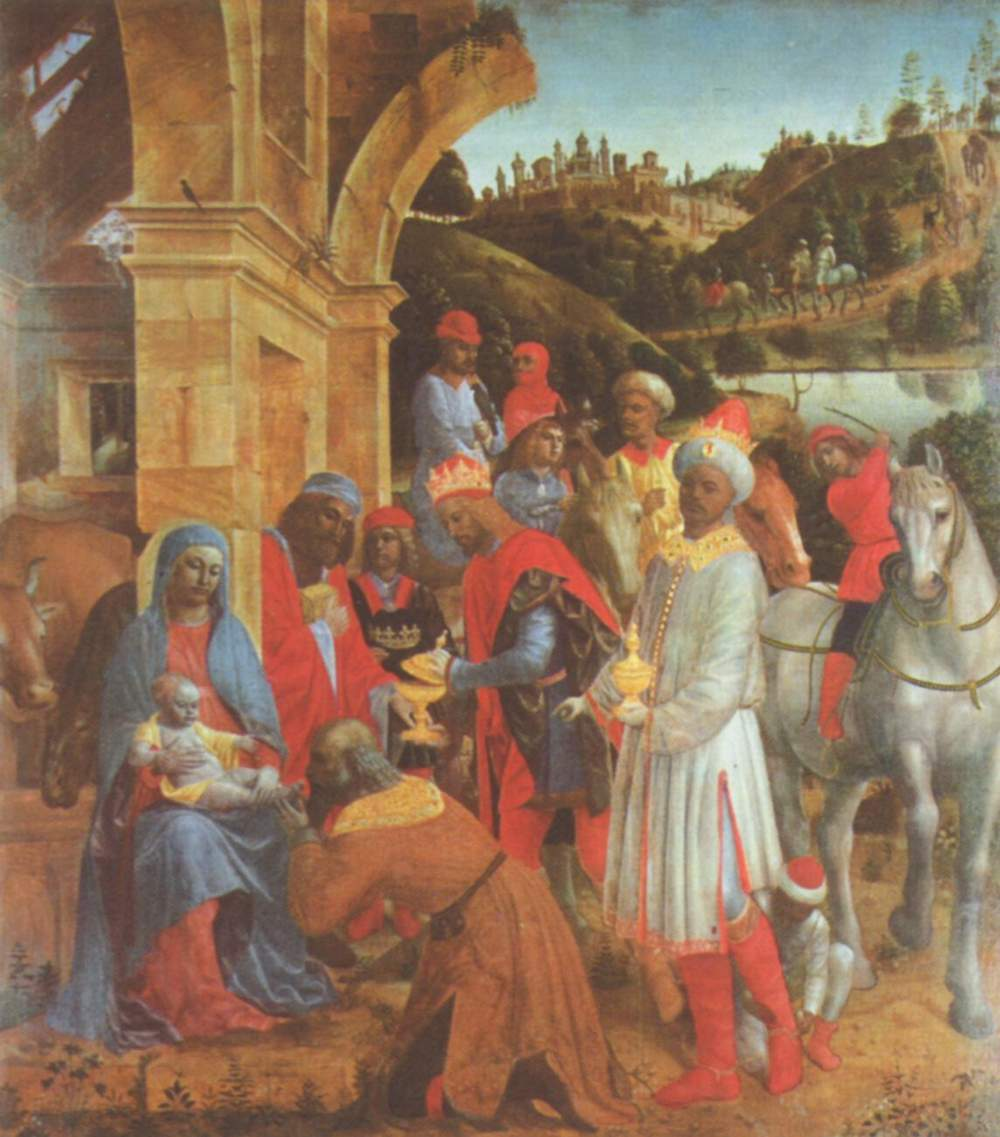
Adoraţia Magilor, Vincenzo Foppa.

### Colecția de artă franceză
Secolele al XVIII-lea și al XIX-lea identificau școala franceză cu Lorrain și cu Poussain, privilegiați pentru calitățile lor lirice și luminoase. Achizițiile mai recente au încercat să umple golurile din trecut. Sec. al XVI-lea francezopune rigorii tehnice și seriozității morale specifică fraților Le Nain și operelor lui La Tour și Valentin, care simt din plin influența lui Caravaggio, somptuozitatea operelor celebrative realizate pentru curtea regală, cum sunt de ex. portretele lui Philippe de Champaigne și cele ale lui Mingard.
În sec. al XVII-lea Parisul devenea capitala Rococò, grație operelor lui Boucher, Drouais (care o portretizează pe Madame Pompadour, amanta regelui Ludovic al XV-lea), Watteau, Fragonard și Elisabeth Vigée Le Brun (a cărei vaporoasă pictură mitologică uită de tensiunile sociale care vor provoca Revoluția franceză și rămâne cu totul străină noilor rigori ale desenului academic, exemplificate la National Gallery de două portrete ale lui David și Ingres și de o scenă istorică a lui Delaroche.
Sec. al XVIII-lea readuce atenția artiștilor la realitate, așa cum o demonstrează opera lui Courbet, în timp ce Impresionismului lui Monet și Renoir îi revine datoria de a redescoperi lumina, reprezentând pentru prima dată lumea contemporană și riturile sale colective (caffé-concert, teatrul).
Vizionarii Daumier, Puvis, Moreau și Redon aruncă, în sfârșit, o privire plină de neliniște asupra istoriei sacre și asupra miturilor literare dintotdeauna.

### Colecția de artă spaniolă
Arta spaniolă formează un nucleu mai puțin numeros în muzeu; dar puținele tablouri sunt de o calitate excepțională.
În primul rând se remarcă grupul de opere a lui Velázquez, printre cele mai importante care s-au păstrat înafara Spaniei: Kitchen Scene with Christ in the House of Marta and Mary (Cristo en casa de Marta y María), The Toilet of Venus (La Venus del aspejo) și Portretul lui Filip al IV-lea sunt absulut reprezentative pentru opera pe care artistul o producea la curtea madrilenă.
Și dacă Velázquez personifică pictorul Dumnezeu curte, cult și rafinat, Zurbarán și Murillo sunt exemplele complementare ale complexei religiozități iberice. Zurbarán reprezenta figurile sale sacre ca și cum ar fi vorba de oameni simpli, obișnuiți (de ex. Afânta Margareta din Antiohia) dar cufundate într-o atmosferă tainică și supranaturală, care atinge apogeul în viziunile sfinților, supranaturali în pofida detaliilor concrete. Murillo își datorează celebritatea tot unor astfel de scene; cum este de ex. Copilul la parapet; a fost însă și maximul interpret al unei religiozități pioase și populare, mereu eficient în comunicarea celor mai complexe concepte teologice, cum o demonstrează deplin Cele Două Trinități.
Arta lui Ribera se inspiră din caravagismul napolitan, dând viață unor scene de intens clar-obscur și de mare dramaticitate. Tema vizionarismului traversează întreaga artă spaniolă, de la operele lui El Greco (de ex. Ruga din Ghetsimani) până la coșmarurile lui Goya, sec. al XVIII-lea.

### Colecția de artă flamandă
În 1842 (pe vremea când pictura flamandă îi intersa numai pe colecționarii particulari), Consiliul de Administrație al muzeului National Gallery, a decis să achiziționeze The Arnolfini Portrait  a lui Van Eyck.
Însă primul care s-a interesat cu-adevărat de pictura flamandă a fost Eastlake, care a achiziționat opere ale pictorilor Van de Weyden și Dieric Bouts, cărora le-a urmat importantele donații ale lui Wymm Ellis (1876) și George Salting (1910).
Maeștrii flamandi ai sec. al XIV-lea reușiseră să redea profunzimea spațială nu atât prin calculele precise ale contemporanilor lor italieni, cât mai ales cu ajutorul luminii. Astfel, Magdalena citind a lui Van der Weyden este adâncită într-un spațiu care ia formă grație descreșterii lente a luminii către planul îndepărtat. Artiști precum Antonello da Messina și Pietro della Francesca s-a inspirat tocmai de la lumina flamandilor pentru realizarea capodoperelor lor. Arta flamandă (flamandă)dă apoi dovadă de o atenție deosebită detaliilor (numai tangențial atinsă de alte școli) și mare iubire pentru gestul bogat și grotesc care nu se armoniza cu echilibrul clasic, cum apare în Adorația Magilor a lui Brueghel, care amintește de Bosch și de Bătrâna grotescă a lui Quentin Massys.
La trecerea din sec. al XV-lea în cel de-al XVI-lea, Rubens și elevul său Van Dyck aduc din Italia culoarea venețienilor deodată cu interesul pentru mitologie și pentru portretristica mai puțin înțepătoare, așa cum se poate contempla în prospețimea Pălăriei de paie.

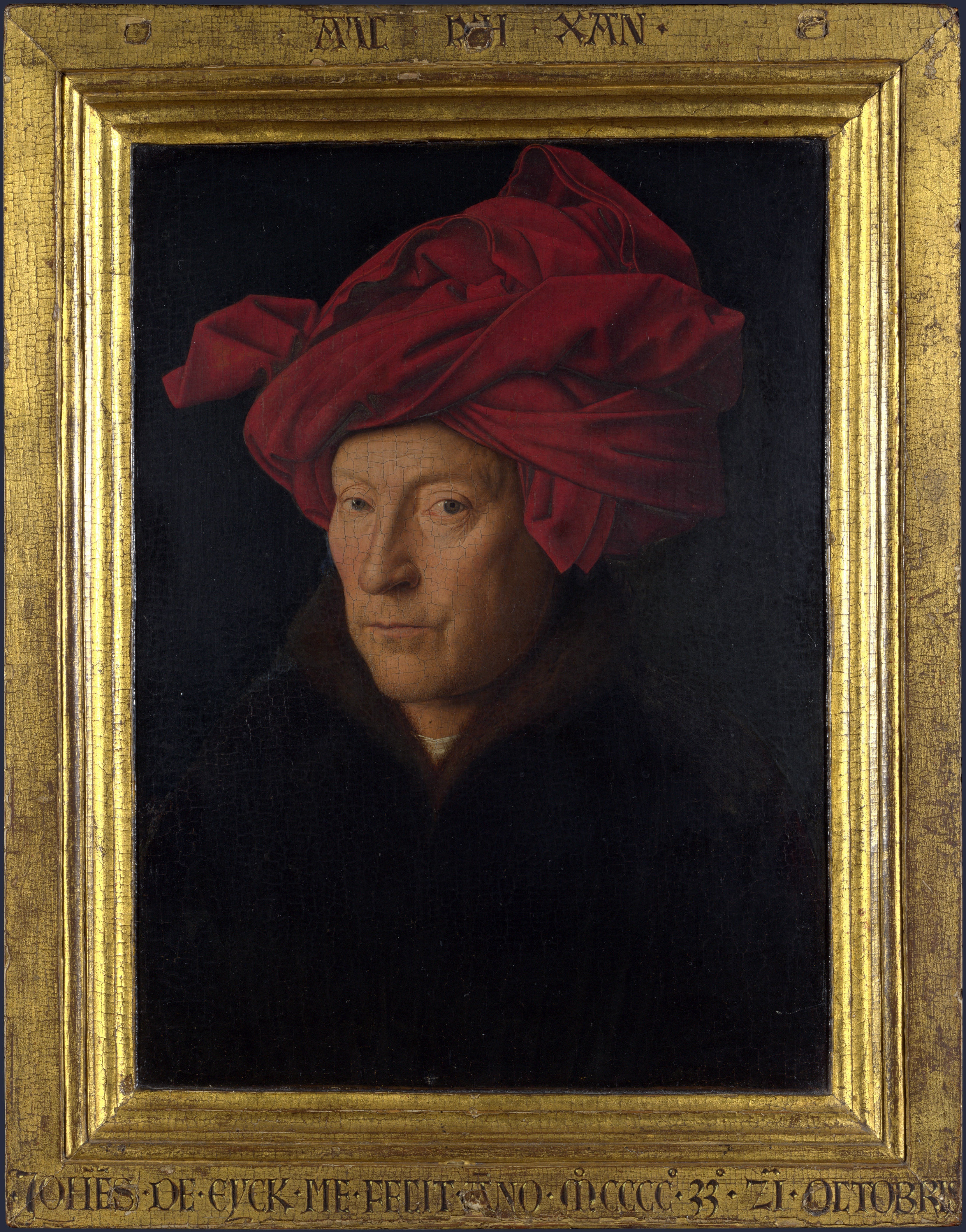
Autoportret Van Eyck.
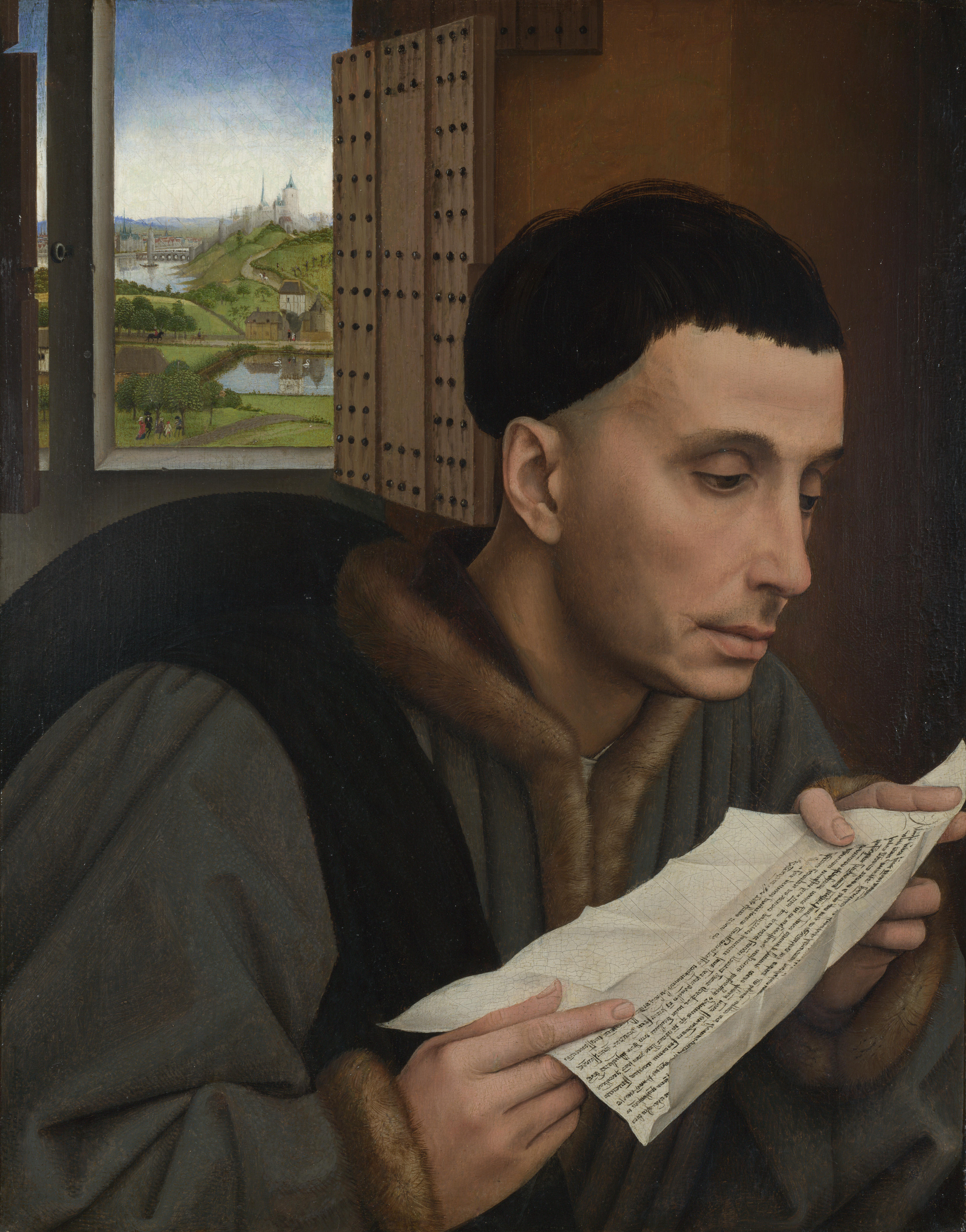
Sfântul Ivo, cca. 1450.
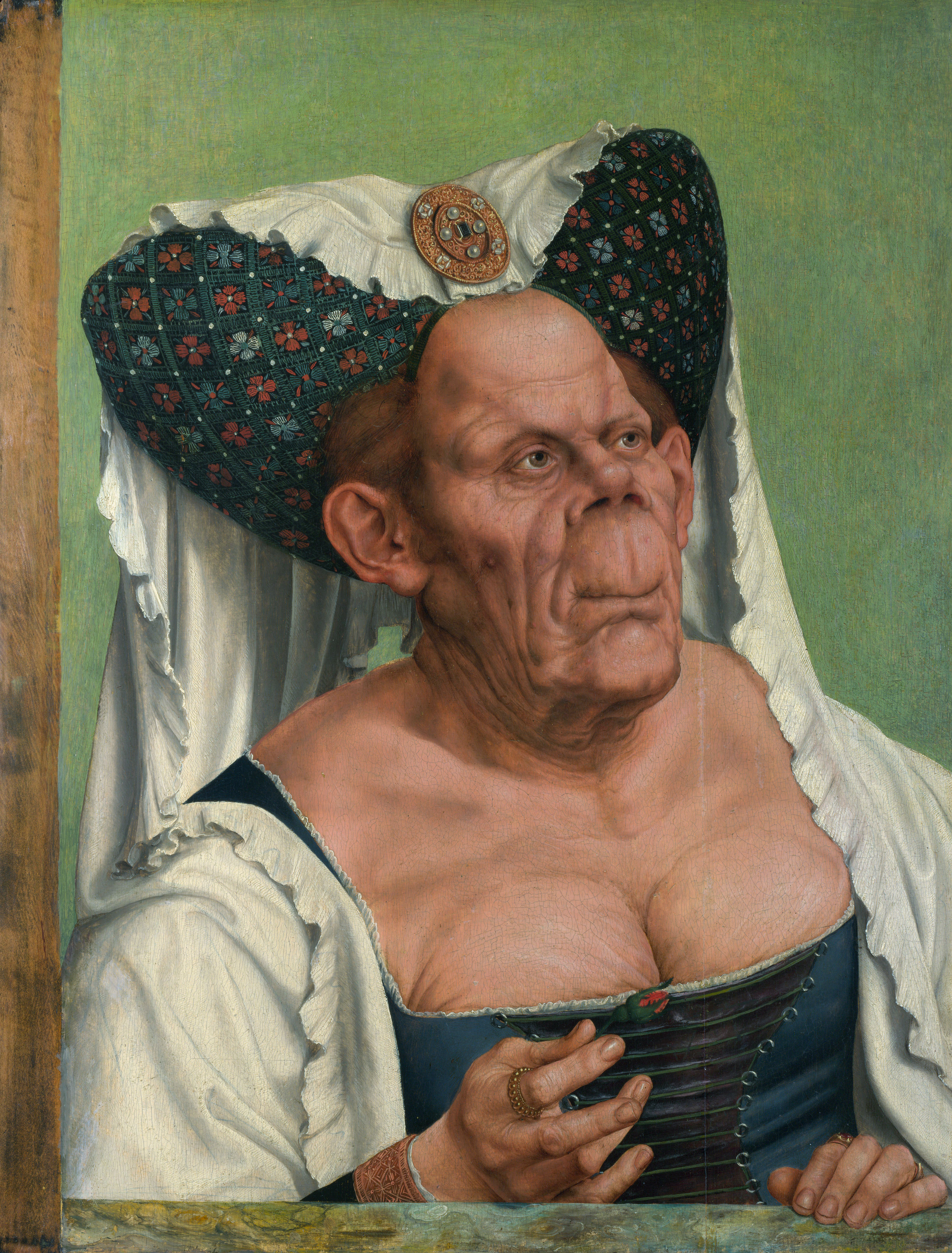
Bătrâna grotescă, 1525-1530
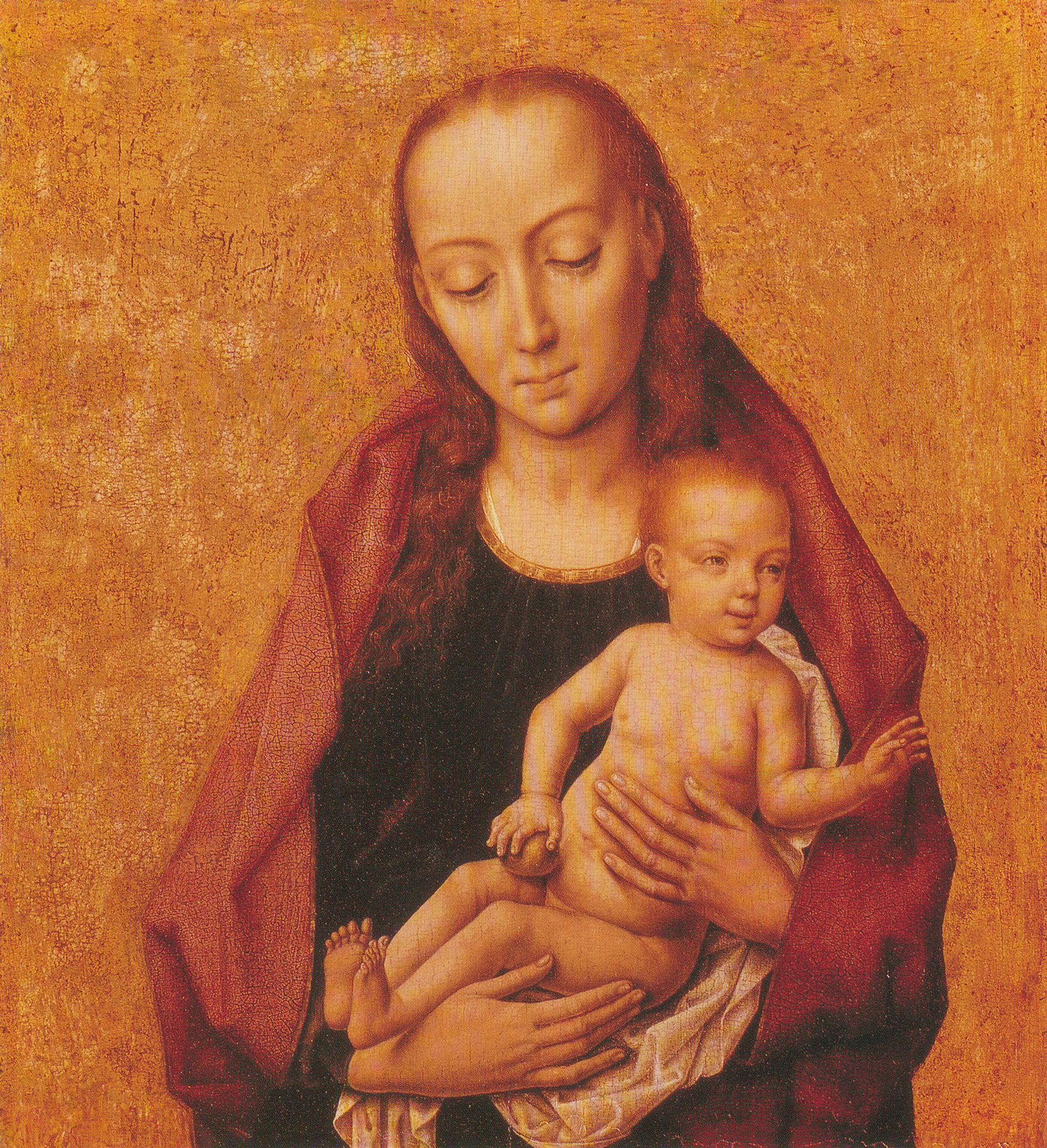
Fecioara cu Pruncul, cca. 1460

### Colecția de artă olandeză
Pictura olandeză a fost întotdeauna apreciată de nobilii englezi, aceasta și datorită permanentelor raporturi comerciale dintre cele două țări. În mod particular, în Anglia erau căutate opere de format mic, prețioase ca miniatură. Așa se explică de ce colecția National Gallery este printre cele mai importante din lume.
Lipsa unei adevărate curți regale și bogăția provenită din comerț au dat artei olandeze o connotație specifică, care poate fi considerată pe bună dreptate „burgheză”; la aceasta se mai adaugă și faptul că reforma religioasă (în speță, Calvinismul) interzicea producerea de opere sacre, motiv pentru care artiștii s-au apecializat în reprezentarea lumii: peisajele, scenele de interior, portretul și natura moartă. Așa sunt burgheze casele curate și bine ordinate pictate de Gerard ter Borch, de Pieter de Hooch și de Vermeer. Hals, Keiser și Notus au dus portretristica la niveluri nedepășite de finețe, chiar și atunci când pare că se abordează semnificații morale, etice.
Dar punctul tare al artei naționale îl constituie peisajele: capodopera lui Hobbema (Il Viale a Middelharnis) și operele lui Ruysdael, ale lui Koninck și a ale lui Dubbels au găsit inspirație în ambientul natural olandez bogat în ape și caracterizat de un cer schimbător, pictat fără veleități de idealizare. Rembrandt reușește să se împoseseze de tot acest patrimoniu cultural, dându-i o nouă viață prin forța culorii și luminii sale.

### Colecția de artă germană
Cu excepția lui Holbein, care a trăit și a murit la Londra, directorii Galeriei Naționale n-au arăta niciodată interes deosebit pentru arta germană. O colecție de tablouri achiziționate în 1854 în Germania, în cea mai mare parte au fost revândute câțiva ani mai târziu, lipsând astfel muzeul de multe astfel de picturi deosebit de rare. Din fericire, regina Victoria, în 1861, a donat muzeului câteva tablouri germane deosebit de importante: a făcut acest gest în memoria soțului ei decedat, Albert de Saxonia.
Grație așadar suveranei, galeria poate expune o prețioasă pictură a lui Lochner, maximul reprezentant al eleganței și al cercetării coloristice a „goticului internațional”. Maestrul Veronicăi – contemporan lui Lochner – expune un stil mai sec. Împreună dau însă mărturie despre varietatea stilistică a acestor regiuni, deseori ignorate de istoricii artei sec. al XVIII-lea.
Chiar dacă sectorul artei germane nu reprezintă un punct important al muzeului, galeria deține câteva opere ale celor mai mari pictori ai ariei germane: Cranach, Altdorfer și Dürer. Resimte clima rafinată a micilor curți princiare germane „Caritatea” lui Cranach, caracterizată de scena realistă a peisajului pe fundal. Acest naturalism minuțios este una dintre trăsăturile constante ale artei germane, aș cum o dovedește și „peisajul cu o pasăre” a lui Altdorfer, unul dintre cele „două peisaje pure” care se păstrează de la acest artist. În același fel, Dürer încrustează fiecare rid în parte pe fața „neterminatului” „Portret al tatălui”.

### Colecția de artă engleză și americană
Achiziționarea operelor engleze ale colecției Galeriei Naționale, paradoxal, nu provine de la o politică precisă interesată să reprezinte în mod complet evoluția artei britanice, dar este – în majoritate – rezultatul donațiilor și „achitării taxelor” (în natură), începând cu aceea a lui Angerstein până la cele ale lui Vernon și Turner.
Primul mare maestru englez este Hogarth, care descrie cu ochi nemilos viciile societății sec. al XVII-lea. Pictura engleză, însă, se scaldă într-o superficialitate proprie în portret și în peisaj. Cu toată această aparentă lipsă, pictura britanică – pătrunsă de o inedită venă afectivă – va înflori în mod natural în Romantism, a cărui patrie incontestată este Anglia. Și dacă Reynolds încearcă să înnobileze modelele sale prin seriozitate (cum se întâlnește în minunatul „Portret al Anei, a doua contesă de Albemarle”), Gainsborough adoptă un stil mai liber și neconformist, surprinzându-și personajele sale în timpul unei plimbări („Soții Hallett”, de ex.) sau pe când privesc distrat în altă parte („Msr Siddons”). Adevărata pasiune a lui Gainsborough, însă, este peisajul, așa cum dovedește „The Watering Place” și fundalurile peisagistice ale portretelor sale. După sec. al XVIII-lea și al XIX-lea genul portretistic găsește un nou interpret magistral în Sargent.
Odată cu Constable arta peisagistică se deschide spre un naturalism intens, în timp ce Turner încredințează doar culorii – libere și anticonvenționale – datoria de a comunica emoțiile și senzațiile.

## Capodopere

### Giovanni Bellini
- Rugăciunea în Ghetsemani (1459)
- Dogele Leonardo Loredan (1501)
- La Madonna del prato (1505)

### Sandro Botticelli
- Venere și Marte (1483)
- Natività mistica (1501)

### Agnolo Bronzino
- Alegoria triumfului Venerei (cca. 1540-1545)

### Caravaggio
- Copil înțepat de o insectă (1595 – 1596)
- Cina de la Emaus (1601)
- Salomea cu capul tăiat al lui Ioan Botezătorul (circa 1607)

### Annibale Carracci
- Domine, quo vadis? (cca. 1602)

### John Constable
- Carul cu fân (1821)
- Lanul de grâu (1826)
- Catedrala din Salisbury văzută din câmp (1831)
- Cenotaful (Cerbul) (1836)

### Leonardo da Vinci
- Fecioara de pe stânci (1495-1508)
- Fecioara cu Pruncul, Sfânta Ana și Sfântul Ioan Botezătorul (1500-1505)
- Sfânta Ana, Preacurata, Pruncul și mielul (cca. 1510-1513)

### Edgar Degas
- Tineret spartan (1860-1862)
- Mademoiselle La La la Circul Fernando (1879)
- Pieptănatul (1892-1895)

### El Greco
- Izgonirea negustorilor din Templu (cca. 1600)

### Fra Filippo Lippi
- Bunavestire (cca. 1453)
- Șapte Sfinți (1460 circa)
- Apariția Sfintei Fecioare sfântului Bernard (1447)

### Francisco Goya
- Felinarul dracului (cca. 1798)

### Michelangelo
- Înmormântarea lui Christos (1500-1501)

### Jean-François Millet
- Il vagliatore (1848)

### Piero della Francesca
- Botezul Domnului 1448-1450)

### Raffaello
- Crocefissione Mond (Crocifissione Gavari) (1502-1503)
- Visul cavalerului (1504)
- Preacurata cu pruncul între sf. Ioan Botezătorul și sf. Nicolaie de Bari (Pala Ansidei) (1505)
- Portretul papei Iulius al II-lea (1511-1512)

### Rembrandt
- Saskia în odăjdii de Flora (cca. 1635)
- Ospățul lui Baltazar (1636 circa)
- Autoportret cu cămașă împletită (1640)
- Christos și femeia adulteră (1644)
- Femei tinere la baie într-un pârâu (1654)

### Pierre-Auguste Renoir
- Înotul (cca.1879)
- Umbrelele (cca. 1881-1886)

### Henri Rousseau
- Surpriză! (Tigrul în junglă pe furtună) (1891)

### Pieter Paul Rubens
- Samson și Dalila (1609)
- Portretrul Suzanei Fourment (1622)
- Minerva protejează Pace de Marte (Pace și Război) (1629-1630)
- Castelul din Steen (cca. 1635)
- Șarpele de Bronz (1638-1639)

### Georges-Pierre Seurat
- O îmbăiere la Asnières (1883-1884)
- Modelele – versiunea mică (1888)

### Jan Steen
- Jucători de bile înaintea unei cârciumi (cca. 1663)

### Tintoretto
- Originea Căii Lactee (cca. 1575-1580)

### Tiziano
- Bachus și Ariadna (1520-1523)
- Familia Vendramin (cca. 1543-1547)

### William Turner
- Il molo di Calais, cu pescari francezi care ies în larg în timp ce sosește nava poștală engleză (1803)
- Ulisse schernisce Polifemo (1829)
- Valoroasa Téméraire (1838-1839)
- Ploaie, vapori și viteză (1844)

### Vincent Van Gogh
- Vas cu Floarea-Soarelui (1888)
- Scaunul lui Vincent (1888)
- Lan de grâu cu chiparoși (1889)

LAN DE GRAU CU CHIPAROSI

### Jacob Van Ruisdael
- Prăbușirea printre stânci (1660-1670)
- Peisaj cu ruinele unui castel și ale unei biserici (1665-1670)

### Diego Velázquez
- Christos în casa Martei și Mariei (cca. 1620)
- Filip al IV-lea (1631-1632)
- Venere și Cupido (1648)

### Jan Vermeer
- Femeie în picioare la „pianină” (1672)
- Femeie șezută la „pianină” (cca. 1675)

## Biografie
- Eugen Külborn (Redaktion): Galeria Mundi. Eine Reise durch die Museen. Frankfurt am Main: Hoechst AG, 1981.
- Gentili Augusto, Barcham William L., I dipinti della National gallery di Londra, ed. Magnus, 2000; ISBN 88-7057-164-5 (ISBN-10).
- Daniela Tarabra, National Gallery. Londra, Mondatori, 2002, ed. 1ª; EAN 9788843582389